# Superlópez (cortometraje)
Superlópez contra el robot de bolsillo es un cortometraje de animación español de 2003 dirigido por Enrique Gato. Está basado en las historietas de Superlópez, ya que el director es fan del personaje y decidió hacerle un homenaje con este corto de apenas tres minutos. Se había intentado antes la realización de un largometraje basado en el mismo personaje, que nunca llegó a producirse, en donde Gato iba a trabajar como animador. El cortometraje narra el efrentamiento entre Superlópez y un robot; fue bien recibido tanto por el autor de la obra como por el público.

## Argumento
El prólogo comenzienza con un álbum y los personajes no hablan, sino que realizan comentarios mediante los globos de diálogo, haciendo que su estética recuerde a la de una historieta, en vez de una película de animación.
Su trama indica que Superlópez está sobrevolando la ciudad en torno a las doce de la mañana, pero en el aterrizaje falla, y piensa cuánto tardaría en aprender a frenar. Se dirige hacia la cabina de teléfono para quitarse el traje, pero cae un objeto esférico del cielo, el cual recoge y se convierte en un robot gigante. Superlópez se enfrenta a él pero el robot le ataca, él intenta devolverle el golpe pero recibe varios más, hasta que al fin consigue controlarlo y lanzarlo por los aires de una patada, destruyendo un edificio en el trayecto. Superlópez se dice que otra vez ha salvado a la ciudad.

## Personajes
Superlópez es un superhéroe nacido en el planeta Chitón, bajo el nombre de Jo-Con-Él, que llegó a la Tierra mediante una nave, siendo todavía bebé. Tras el aterrizaje es adoptado bajo el nombre de Juan López Fernández por una pareja de ancianos, residentes en Cataluña. Tiene numerosos superpoderes como superfuerza, vuelo, supervelocidad, visión de rayos X, supervista, superoído y supersoplido los cuales aumentan cuanto más enfadado está.
El modelado de Superlópez está hecho con una única textura, la S de su cuerpo, Gato decidió colocar un hueso en la nariz ya que, debido a su gran tamaño, provocaba que no se le viese la cara y tenía que subir los ojos para que fuera posible. Su columna vertebral lo forman tres mientras que las manos fueron los más complicados de hacer y tuvo que poner tres en cada uno de los cinco de dos. Para la cara realizó 16 gestos diferentes, para más tarde poder realizar otros más complicados.
El enemigo del superhéroe en este cortometraje es un robot que comienza siendo una pequeña pelota para luego comenzar a transformarse ampliando considerablemente su tamaño. El personaje lo creó Gato intentando crear algo para aumentar la complejidad de la historia.

## Producción
A Enrique Gato se le ocurrió un día modelar a Superlópez para realizar una secuencia animadas de unos segundos de duración, aunque ya había intentado participar en una adaptación de la historieta de Jan como animador. A partir de la creación del robot de bolsillo, Gato comenzó a trabajar en el cortometraje más en serio. A la hora de redactar el guion pensó en realizar algo que no fuera muy elaborado y que gustara al aficionado de la historieta y estructuró sus ideas en cuatro partes: presentación del personaje, del enemigo, enfrentamiento entre ambos y final. Tras finalizarlo decidió realizar un quinta parte como presentación en donde aparece un álbum abriéndose en una habitación, para que el espectador creyese que se tratara una historia similar a la de la obra de Jan.
El director dedicó muy poco tiempo de los escenarios, en donde sólo realiza los que van a aparecer en mayor número de planos. Los objetos tienen una base que genera tonalidades por sí sola de manera sutil para que pierda unformidad. Gato marcó los contornos de aquellos que tuvieran esquinas para darle un ambiente similar al de la historieta. Para ello sumó una gama de grises a la base ya creada para enfatizar el objeto. La animación de la capa del superhéroe se tuvo que hacer de forma manual, lo que hizo que se tardara más, pero controlaba así más losmovimientos de la misma. Para iluminar el escenario le dio muchas fuentes de luz con muy poca intensidad y una última con mucha.
Una de las partes en las que más disfrutó el autor fue en la realización del álbum. Para la portada pensó primero en utilizar imágenes de la historieta original, pero luego decidió poner sólo del cortometraje. Más tarde hizo la del título y las dos que representan la historia en sí, en donde de trató ser fiel a la obra de Jan. Para la imagen de la contraportada utilizó una imagen real de la historieta y para la última página pensó en hacerla relacionada con el diseño gráfico, por lo que le dibujó trabajando con el ordenador y diseñándose a sí mismo.
La postproducción la hizo de tal forma que si tenía que modifcar algo fuese el fotograma al completo, por lo que optó por realizar una simple corrección del color. Para los efectos de sonido Gato tardó más de lo esperado al calificar que sin él no habría cobrado vida. Para elegir la banda sonora escuchó más de cien temas y optó por elegir los de HormigaZ, al igual que usó como apertura la sintonía de South Park y en la conclusión la de Superman: The Movie.

## Recepción
El autor de la historieta original, Jan, aprobó el corto y tiene actualmente una buena relación con Gato, algo que el director agradeció, a pesar de admitir que hizo el cortometraje por puro egoísmo. muestra de ello puede mostrarse es que realizada dos historietas para promocionar el largometraje Tadeo Jones basado en el cortometraje homónimo. Tras diez días colgado en internet, en donde aparecía con un tutorial que explicaba cómo se hizo el mismo, en donde también incluyó Gato recibió una gran cantidad de mensajes hablando sobre él, lo que hizo que apareciera en algunos programas de televisión.